# 宝山区 (双鴨山市)
宝山区（ほうざん-く）は中華人民共和国黒竜江省双鴨山市に位置する市轄区。

## 地理
本区の西側に支援ダム、北東側に宝山ダムが位置する。

## 歴史
旧来は集賢県の管轄区域であった。1954年7月、双鴨山鉱区に移管され、1958年に双鴨山鉱務局により宝山炭鉱が設置された、1959年4月に宝山経済区、1961年10月に宝山分社、1968年11月に宝山区と改称された。1980年4月15日、黒竜江省政府は市轄区としての宝山区を正式に承認している。

## 行政区画
7街道、1鎮を管轄：
- 街道弁事処：紅旗街道、躍進街道、東保衛街道、七星街道、双陽街道、新安街道、電廠街道
- 鎮：七星鎮

## 交通

### 道路
- 省道
  -  205省道

- 県道
  - 132号県道

## 健康・医療・衛生
- 双鴨山市宝山区人民医院